# Coolkenno
Coolkenno est un village en Irlande, situé dans les comtés de Carlow et de Wicklow.